# 小別列然卡
48°48′28″N 26°14′0″E / 48.80778°N 26.23333°E
小別列然卡（烏克蘭語：Мала Бережанка），是烏克蘭西部的村莊，隸屬赫梅利尼茨基州的卡緬涅茨-波多利斯基區。該村面積1.04平方公里，海拔高度232米，2011年人口330，人口密度每平方公里318.8人。